# Афанасьев, Михаил Сергеевич
Михаил Сергеевич Афанасьев (укр. Михайло Сергійович Афанасьєв; род. 17 мая 1982, Севастополь) — российский политический деятель, украинский и российский юрист. Глава администрации Симферополя с 14 марта 2022 года. 
Министр внутренней политики, информации и связи Республики Крым (2020—2022). Глава администрации города Саки (2019—2020).

## Биография
Родился 17 мая 1982 года в Севастополе. В 2004 году окончил Таврический национальный университет имени В. И. Вернадского по специальности «правоведение».
Трудовую деятельность начал в 2001 году в качестве юрисконсульта ЧП ЮА «Бизнес-право защита». С 2004 по 2009 год работал на должностях помощника судьи Евпаторийского городского суда, начальника юридического отдела Евпаторийской объединённой Государственной налоговой инспекции, начальника юридического отдела Государственной налоговой инспекции г. Евпатории. С апреля 2009 по январь 2012 года являлся начальником юридического управления Государственной налоговой администрации в Автономной Республике Крым.
В апреле 2012 года назначен судьёй Сакского городского районного суда на пять лет. В ноябре 2013 года переведён в судьи Окружного административного суда АР Крым, на посту которого находился до декабря 2014 года. Официально смещён с этой должности решением Высшего совета правосудия Украины 22 августа 2019 года.
В марте — июле 2015 года — заместитель начальника Межрайонной инспекции Федеральной налоговой службы № 6 по Республике Крым. С июля 2015 по август 2019 года — заместитель министра труда и социальной защиты Республики Крым.
С 16 августа 2019 года — врио, а с 1 ноября 2019 по 3 февраля 2020 года — глава администрации города Саки.
C 4 февраля 2020 по 21 марта 2022 года — министр внутренней политики, информации и связи Республики Крым.
11 марта 2022 года участвовал в конкурсе на замещение вакантной должности главы администрации Симферополя, пройдя в финал с 79 баллами. 14 марта на сессии Симферопольского городского совета единогласно избран главой администрации Симферополя. 22 марта официально приступил к исполнению полномочий.

## Награды и звания
- Благодарность Председателя Совета министров Автономной Республики Крым (2009)[10]
- Заслуженный юрист Автономной Республики Крым (2010)[11]
- Орден «За верность долгу» (2 ноября 2023) — за безупречное исполнение служебных обязанностей и в связи с Днём народного единства[12]

## Семья
Женат. По данным РИА «Новый День», министр экономического развития Республики Крым Дмитрий Шеряко приходится Афанасьеву шурином, а глава администрации города Саки Александр Овдиенко — тестем.